# فولکانایفل ۴۶۱۱
سیارک ۴۶۱۱ (به انگلیسی: 4611 Vulkaneifel، نامگذاری:1989GR6) چهار هزار و ششصد و یازدهمین سیارک کشف شده‌است که در ۵ آوریل ۱۹۸۹ کشف شد.
قدر مطلق سیارک برابر ۱۲٫۵۰ است.